# Новокули
Новокули (чечен. ГӀачалкъа) — село в Новолакском районе Дагестана.
Является административным центром Новокулинского сельского поселения.

## География
Село расположено в 8 километрах к югу от города Хасавюрт на берегу реки Ярык-су.
Ближайшие населённые пункты: на северо-востоке — село Новочуртах, на северо-западе — село Гамиях, на юго-востоке — село Ленинаул, на юго-западе — сёла Новолакское и Банайюрт, на востоке — село Эндирей, на западе — сёла Зори-отар и Барчхойотар.

## История
Основано в 1858 г. Ярыксу-Аух упоминается в сводках похода Эриванского Карабинерного полка в зиму 1831—1832 гг., во время похода карабинеры, истребив аул Ярыксу-Аух, 4-го января отряд вернулся в Таш-Кичу. Неприятельская партия нападали на их арьергард.

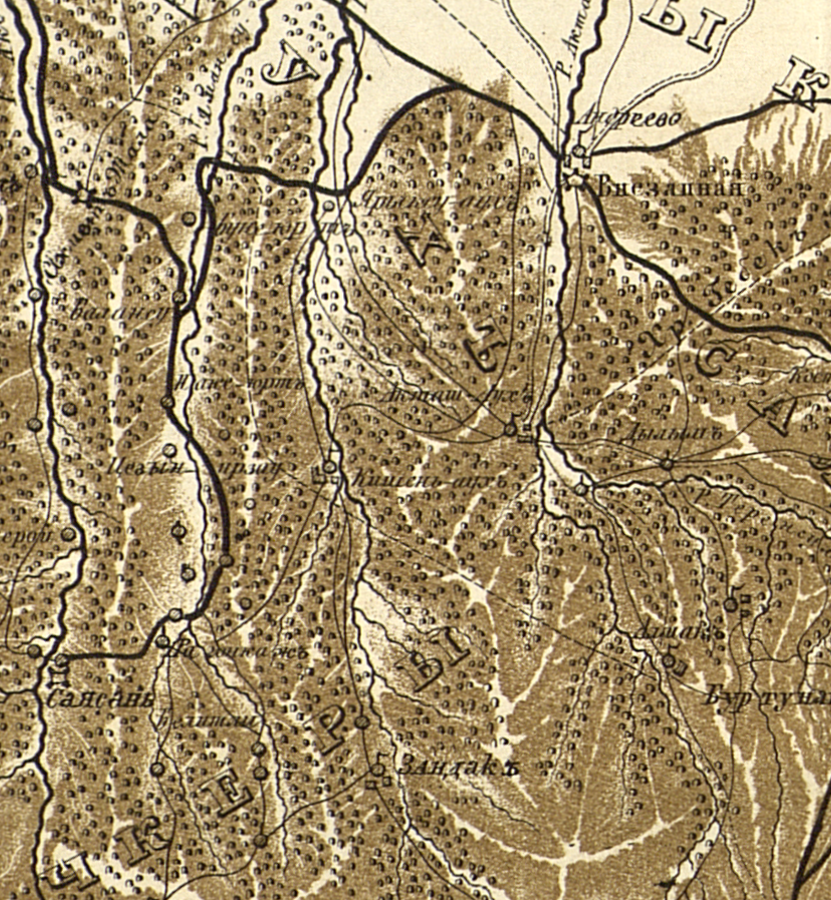
Ярыксу-Аух на карте 1839 года (Карта театра военных действий главного Чеченского отряда в 1839 году под начальством Генерал-Адъютанта Граббе.)

На карте Кавказа 1871 года, автором которого является Стрельбицкий аул разделён на Верхний и Нижний Ярыксуаух.

Ярыксу-Аух — сел. Хасав-Юртовского окр., Терской обл., в 12 в. от ст. жел. дор. Хасов-Юрт. Жит. 3644, чеченцы-магометане. 4 мечети, 10 торг.-пром. завед.
— ЭСБЕ/Ярыксу-Аух
С октября 1943 по май 1944 г. являлось административным центром вновь созданного Ауховского района.

### Депортация
До депортации чеченцев носило название Ярыксу-Аух. В 1943 году село было определено районным центром вновь созданного Ауховского района.
После высылки чеченцев, в 1944 году, постановлением Дагобкома ВКП(б) район переименован в Новолакский, а районный центр — в Новолакское. Но затем районный центр был переведен в село Берияаул (которое затем было переименовано в Новолакское). И только в 1955 году Ярыксу-Аух официально получило название Новокули.

### Выписка
ВЫПИСКА
из протокола № 9 заседания сессии Ярыксу-Ауховского совета Ново-Лакского района Дагестанской АССР
от 28 июня 1955 г.
Из общего числа 9 депутатов сельсовета присутствовали 8 депутатов.
Председатель сессии (пред, сельсовета) т. Айгунов.
СЛУШАЛИ: О переименовании села Ярыксу-Аух, на село Ново-Кули и Ярыксу-Ауховского сельсовета на Ново-Кулинский сельский совет Ново-Лакского района ДАССР. (Информ.пред. сельсовета т. Айгунова Р.) Учитывая, что наименование села «Ярыксу-Аух» является старым чеченским, тогда как все другие села Ново-Лакского района, организованного в 1944 году на территории бывшего Ауховского района, носят новые наименования, кроме того население сел. Ярыксу-Аух в основном является уроженцами села Кули, Кулинского района — сессия Ярыксу-Ауховского сельсовета депутатов трудящихся решает:
1. Просить исполком Ново-Лакского райсовета депутатов трудящихся возбудить ходатайство перед Президиумом Верховного Совета ДАССР о переименовании села Ярыксу-Аух на село "Ново-Кули и Ярыксу-Ауховского сельсовета на Ново-Кулинский сельсовет,
2. Вопрос о переименовании сел. Ярыксу-Аух на село Ново-Кули внести на обсуждение общего схода (собрания) граждан села Ярыксу-Аух.
Председатель сельсовета Айгунов
Секретарь Юсупов

Источник: ГАРФ, фА. 385, оп.17,8. 2419, л.6.
В село были переселены жителе сёл Кули, Цовкра-1, Вачи, Хойхи, Хуты, Кая, Цущар, Чаравали, Бурши, Шовкра Кулинского и Лакского районов.

### История после 1980 года
19 февраля 1989 года в селе был установлен памятник жертвам репрессий.
Существует проект по восстановлению Ауховского района и переселению лакского населения села в Новострой. Для переселенцев основано новое село Новокули в Кумторкалинском районе. Согласно постановлению, принятому в сентябре 1991 года на III съезде народных депутатов республики Дагестан, населенному пункту вернут прежнее название Ярыксу-Аух.

## Население
| 1889  | 1926  | 1939  | 1959 | 1970  | 1984  | 1989  |
| ----- | ----- | ----- | ---- | ----- | ----- | ----- |
| 3566  | ↘2652 | ↘2056 | ↘996 | ↗1261 | ↗1516 | ↘1232 |
| 2002  | 2010  | 2021  |      |       |       |       |
| ↗1718 | ↗2386 | ↗2684 |      |       |       |       |

Национальный состав по переписи 2002 г.: лакцы − 91 %.
По данным на 2008 год, в селе проживало 1718 человек.
По данным Всероссийской переписи населения 2010 года:
| № | Национальность | Численность, чел. | Доля |
| - | -------------- | ----------------- | ---- |
| 1 | лакцы          | 2069              | 87 % |
| 2 | чеченцы        | 192               | 8 %  |
| 3 | аварцы         | 50                | 2 %  |
| 4 | другие         | 75                | 3 %  |

## Образование
- Новокулинская муниципальная средняя общеобразовательная школа № 1[22].
- Новокулинская муниципальная средняя общеобразовательная школа № 2[23][24]. Школа постоянно проводит внешкольные мероприятия[25][26].

## Спорт
- Гаджимурад Бейбулатов — чемпион мира по кикбоксингу среди юниоров

.

## Известные уроженцы
- Даххаев, Муслим Магомедович (род. в 1962) — начальник УФСИН России по Республике Дагестан, генерал-майор внутренней службы[28]

## Микротопоними
- Iалхан-Эвл (Алхан-Эвл)
- Гӏазар-Гӏалийтӏа (Газар-Галийта)
- Вазарутти атагӏа (Вазарутти атага)
- Саьме барз (Сяме барз)
- Аташ-отар (Аташ-отар)
- Боккха буьйра (Боккха бюйра)
- Асанаш кӏажа (Асанаш кажа)
- Жалийдийна буьйра (Жалийдийна бюйра)
- Зимг буьйра (Зимг бюйра)
- Байрамӏелин кӏажа (Байрамалин кажа)
- Ямсо тӏера мохк (Ямсо тера мохк)
- Див буа барз (Див буа барз)
- Ярсхойюккъера мохк (Ярсхойюккера мохк)
- Тармара кӏажа (Тармара кажа)
- Гӏозарби мохк (Гозарби мохк)
- Цӏукин барз (Цукин барз)
- Битбулакх (Битбулакх)
- Куьйре хьунг (Кюйре хунг)
- Тобарин буьйра (Тобарин бюйра)
- Хьаькихьажин кӏажа (Хакихажин кажа)
- Хьамар кӏажа (Хамара кажа)
- Чинин кӏажа (Чинин кажа)
- Гӏуртгӏузе (Гуртгузе)
- Септханан кӏажа (Септханан кажа)
- Барчи кӏажа (Барчи кажа)
- Гӏоргӏач кӏажа (Горгач кажа)
- Горшкантӏе (Горшканте) «?»
- Кевойн атагӏа (Кевойн атага) «Кевойцев долина»
- Шина барзе «К двум курганам»
- Хьархара беш (Хархара беш)
- Хьозин аре (Хозин аре)

### Кварталы
- Охьчойн куп «Нижних жителей квартал»
- Барчхойн куп «Барчхойцев квартал»
- Зандакъойн куп (Зандакойн куп)

### Мечети
- Рузбанан маьждиг (Рузбанан мяждиг)

### Кузни
- Гӏапуран пхьалгӏа (Гапуран пхалга)
- Шахе пхьалгӏа (Шахе пхалга)
- Висмурадан пхьалгӏа «Висмурада кузня»

### Горы и хребты
- Гӏозарби лам «Гозарбия гора» — на западе от села
- Элдархьажин дукъ (Элдархажин лук) — на юге от села
- Аьккхий лам «Аккинская гора» — на юге от села
- Юккъера-дукъ-лам (Юккера-дук-лам) — на юге от села
- Анакъин лам (Анакин лам) — на юге от села
- Кхаркхойтӏа (Кхаркхойта) «Кхаркхойцев холм» — на юге от села
- Япаркънекъа-дукъ (Япарнекан-дук) — на западе от села
- Саьме дукъ (Сяме дук) — на западе от села
- Пирги дукъ (Пирги дук) — на западе от села

### Мельницы
- Iабдулвадуда хьайра (Абдулвадуда хайра)
- Ахьмадан хьайра (Ахмадан хайра)
- Халакъан хьайра (Халакан хайра)
- Сал-эскар хьайра (Сал-эскар хьайра)
- Насин хьайра (Насин хайра)
- Эпандин хьайра (Эпандин хьайра)
- Дудуз хьайр (Дудуз хайр)
- Чункъура хьайра (Чункура хайра)
- Дудуга хьайра (Дудуга хайра)
- Жамалде хьайра (Жамалде хайра)
- Iабдулкъахьархьажин хьайра (Абдулкахархажи хайра)
- Хьесалби хьайра (Хесалби хайра)
- Саӏдалган хьайра (Саъдалган хайра)

### Дороги
- Япаркъ-некъ (Япарк-нек)
- Пиркъ-некъ (Пирк-нек)